# 熱輻射
热辐射（英語：Thermal radiation）是物体用电磁辐射把热能向外散发的热传方式，是热的三种主要传递方式之一，以熱輻射傳遞熱時不需要介質。任何物體溫度只要高於0克耳文
就會釋放熱輻射。

## 熱輻射速率
輻射物的功率{\displaystyle P_{rad}=\epsilon \sigma AT^{4}} 。
其中：
{\displaystyle T}為絕對溫度（克耳文）；
{\displaystyle A}為物體表面積（平方公尺）；
斯特藩-玻爾茲曼常數 {\displaystyle \sigma =5.6704\times 10^{-8}W\cdot m^{-2}\cdot K^{-4}}；
物體表面放射率 {\displaystyle \epsilon } 介於0~1之間，黑體輻射為1。